# Eolská harfa

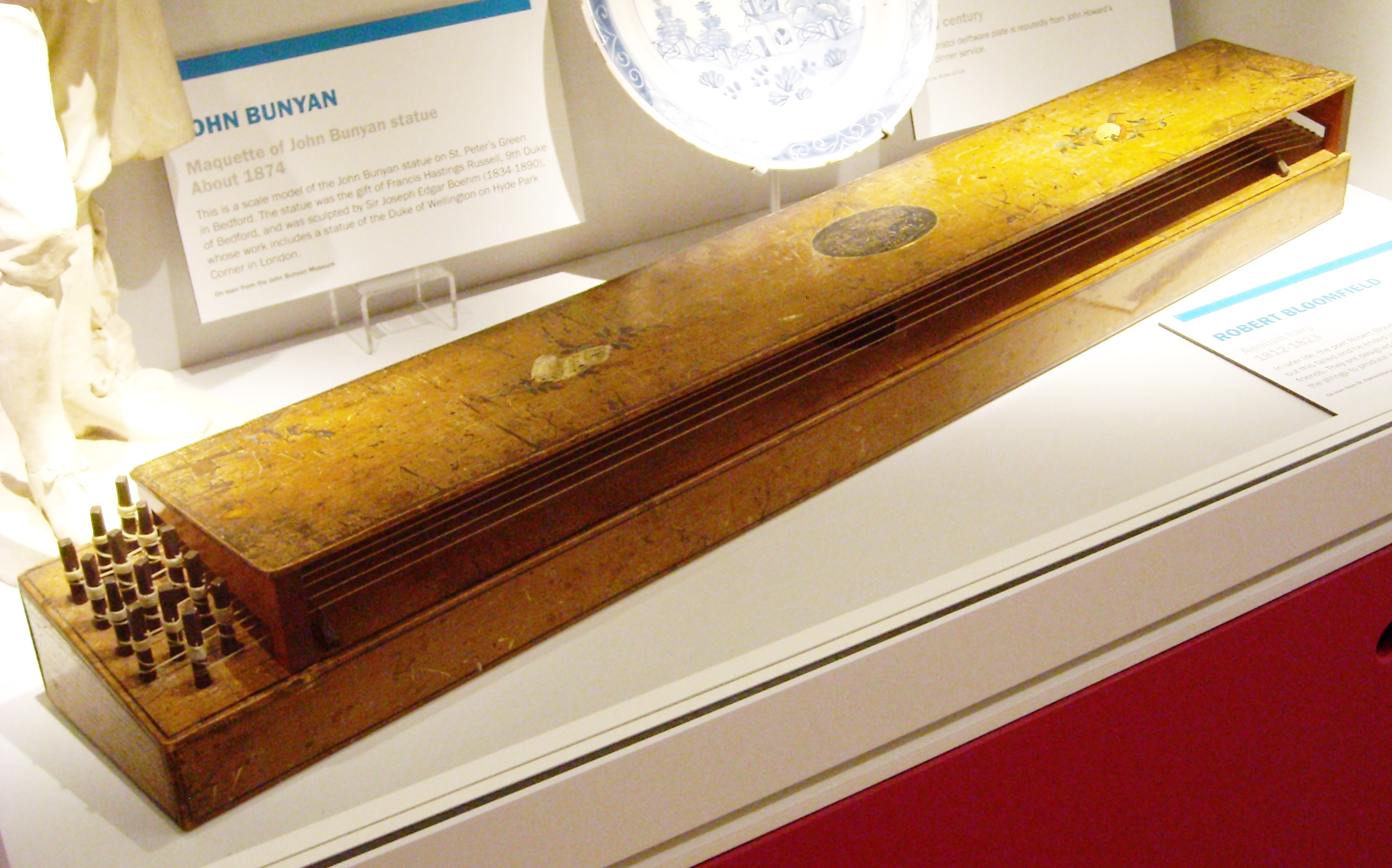
Eolská harfa, kterou postavil Robert Bloomfield

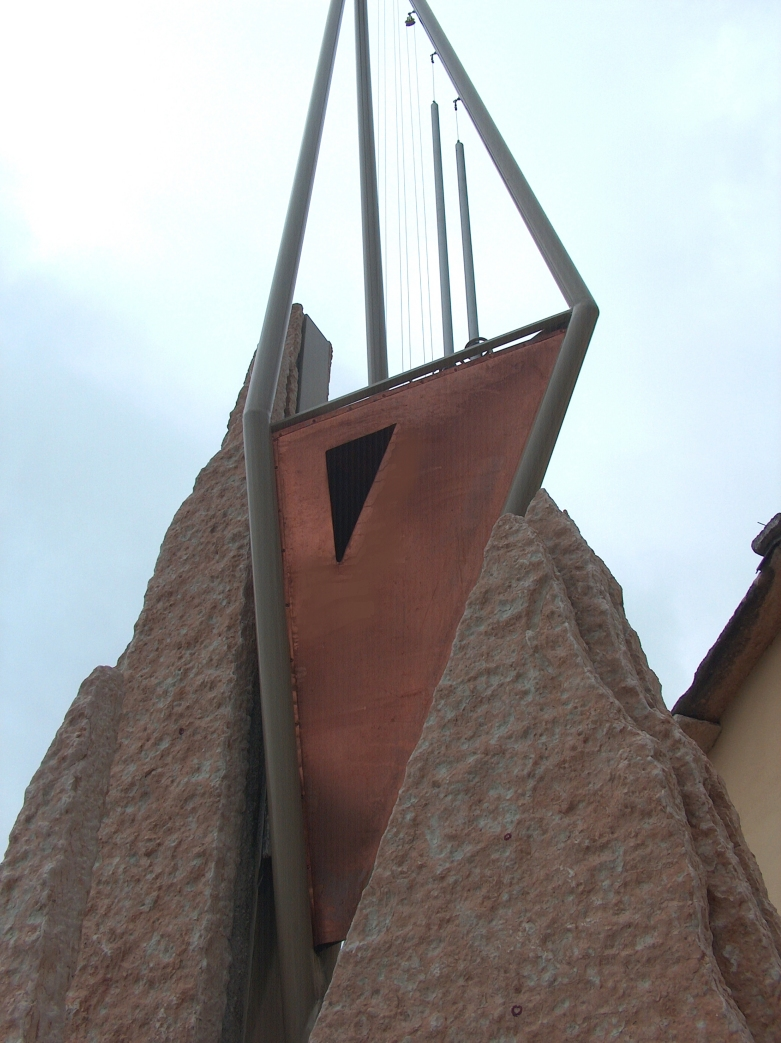
Eolská harfa v Mazzanu

Eolská harfa (psáno i aeolská, aiolská, Aeolova, Aiolova nebo Eolova; také větrná harfa) je strunný hudební nástroj, na který hraje vítr. Je pojmenovaná po Aiolovi, starořeckém bohu větru. Často to bývá dřevěná skříňka včetně ozvučnice se strunami nataženými podélně přes dva můstky. Umísťuje se v pootevřeném okně, kde může vítr foukat do strun a vytvářet zvuky. Struny mohou být vyrobeny z různých materiálů a tlouštěk a být naladěny na stejnou výšku, nebo mohou být stejné struny naladěny na různé výšky, obvykle v pentatonické stupnici. Kromě toho, že je eolská harfa jediným strunným nástrojem, na který se hraje pouze vítr, je také jediným strunným nástrojem, který hraje výhradně harmonické frekvence, tedy nikoli základní frekvenci strun. Proto vytváří zvuk, popisovaný jako tajuplný a nadpozemský.
Schopnost větru hrát na strunné nástroje je známá a zmiňovaná již od biblických dob. Eolské harfy byly nalezeny v Číně, Etiopii, Řecku, Indii, Indonésii a Melanésii. Eolskou harfu poprvé popsal Athanasius Kircher (1602–1680) ve svých knihách Musurgia Universalis (1650) a Phonurgia Nova (1673). Získala oblibu jako domácí hudební nástroj v epoše romantismu. Existují i velké eolské harfy v podobě monumentálních kovových zvukových soch umístěných na střechách budov a větrných vrcholcích kopců.
Eolské harfy se vyrábějí z různých materiálů a mohou mít mnoho různých tvarů. Některé připomínají běžné harfy, jiné krabicové citery, další lyry, dokonce i housle. Modernější nástroje mohou připomínat spíš trávníkové ozdoby než hudební nástroje. Sjednocující charakteristikou všech eolských harf bez ohledu na vzhled je jejich zdroj zvuku, struny, a skutečnost, že na ně hraje vítr. To je odlišuje od jiných nástrojů, na které může hrát vítr, jako jsou zvonkohry.
Z fyzikálního hlediska větrnou harfu rozeznívá Kármánova vírová stezka, tedy periodické odtrhávání vírů za vzduchem obtékanými strunami. Tyto víry pak struny rozechvívají. Funkci eolské harfy poprvé vysvětlil již John Rayleigh v článku publikovaném v časopise Philosophical Magazine roku 1915. Podobný efekt lze někdy pozorovat u drátů vedených nad zemí, pokud je vítr rozkmitá dostatečně rychle, aby byly slyšet, nebo dostatečně pomalu, aby chvění bylo vidět. Vítr může ovšem rozkmitat i jiné dlouhé předměty, jako jsou rádiové antény, lodní kotevní lana a tuhé tyče.